# Генерал мертвої армії (фільм)
Генерал мертвої армії (італ. Il generale dell'armata morta) — італійська драма 1983 року, режисером якої, виступив Лучано Товолі. Знята за однойменним романом Ісмаїла Кадаре.

## У ролях
- Марчелло Мастроянні — генерал Арісто
- Анук Еме — графиня Бетсі Мірафйор
- Мішель Пікколі — Бенетанді
- Жерар Клейн — генерал Кроц
- Серджіо Кастеллітто — експерт
- Даніель Дубліно — міністр
- Роберто Мікколі — пастух
- Косімо Калабрезе — президент
- Сальваторе Буккольєрі — старий чоловік
- Вінченца Даангела — жінка